# Mandalgovi
Mandalgovi (en mongol:Мандалговь; també Mandalgov' o Mandalgobi) és la capital de la província de Dundgovi de Mongòlia, a uns 300 km al sud d'Ulan Bator en la frontera amb el Desert de Gobi. Tenia 10.506 habitants (2005), 10.299 (2007).
Disposa d'un aeroport.